# Mariä Himmelfahrt (Bad Wiessee)

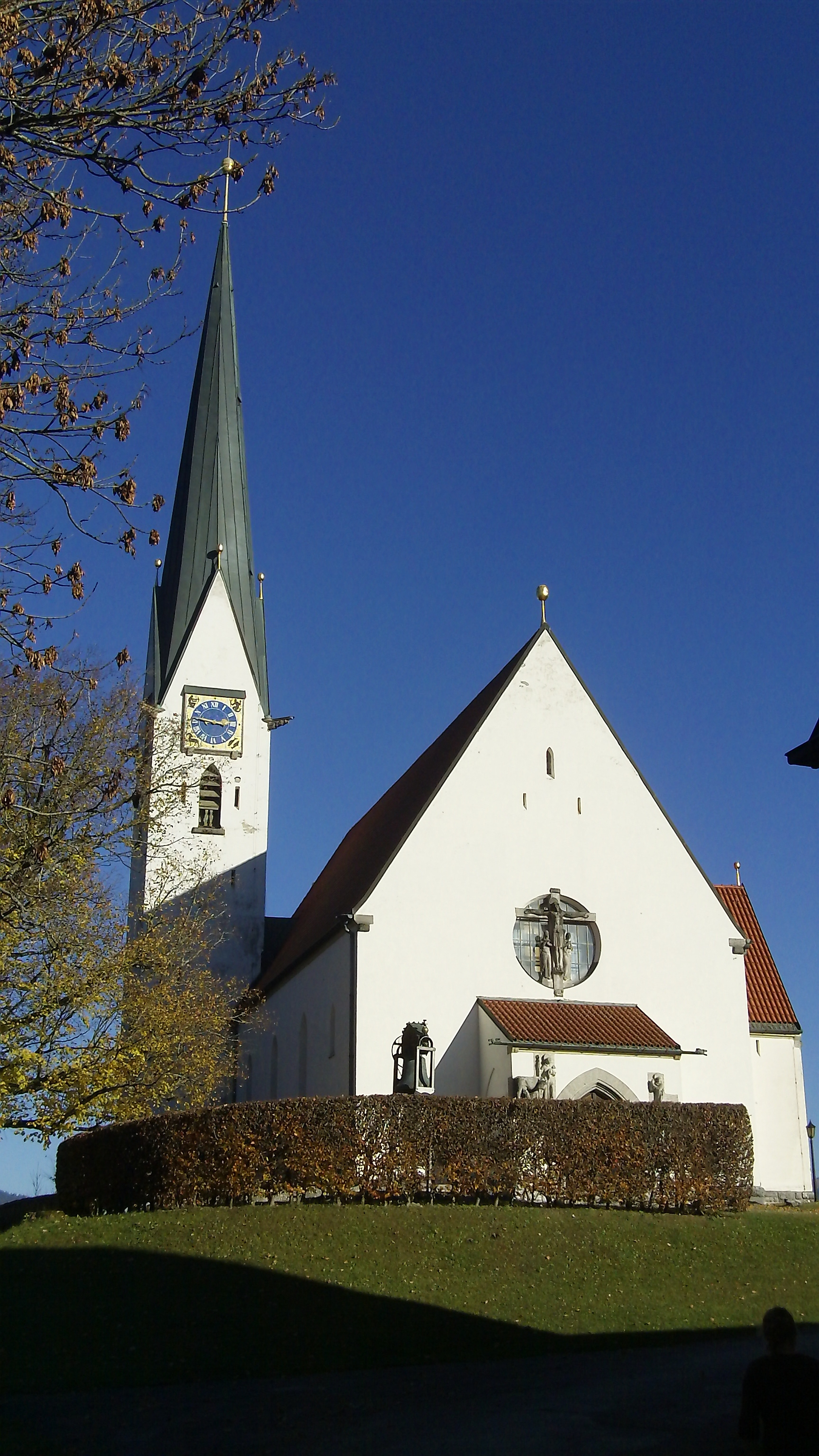
Mariä Himmelfahrt in Bad Wiessee

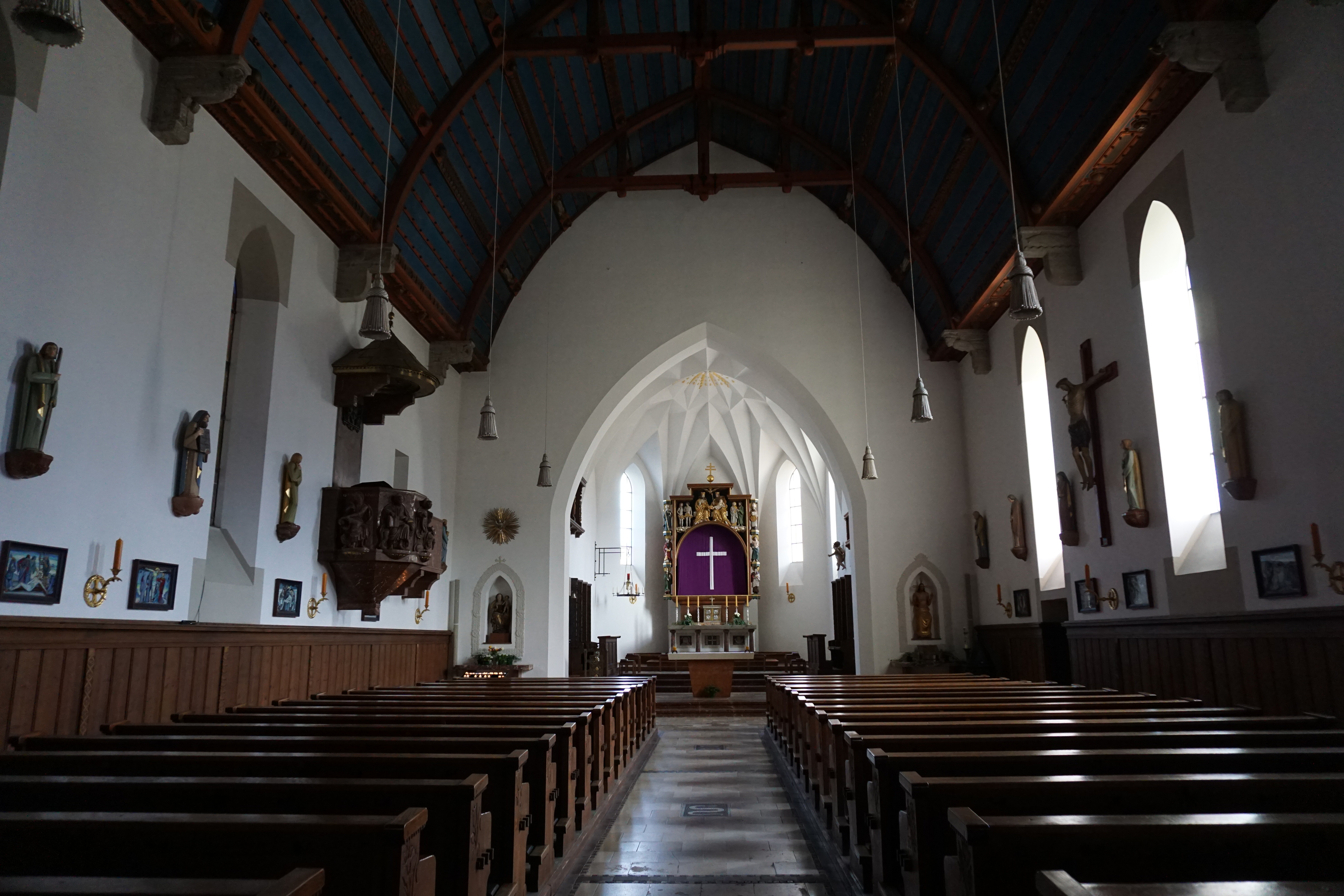
Innenraum

Die römisch-katholische Pfarrkirche Mariä Himmelfahrt steht in Bad Wiessee, einer Gemeinde im oberbayerischen Landkreis Miesbach. Das Bauwerk ist 
als Baudenkmal unter der Nr. D-1-82-111-8 eingetragen. Das Patrozinium der Kirche wird am 15. August (Mariä Himmelfahrt) gefeiert. Die Kirche gehört zum Erzbistum München und Freising.

## Geschichte
Die Kirche wurde von 1924 bis 1926 nach einem Entwurf von Rupert von Miller erbaut. Am 10. Oktober 1926 wurde die Kirche durch Kardinal Faulhaber geweiht. In den 1990er Jahren wurde die Kirche innen saniert.

## Beschreibung
Die Saalkirche besteht aus einem Langhaus, einem eingezogenen, dreiseitig geschlossenen Chor im Osten und einem Kirchturm an der Nordwand des Langhauses neben dem Chor. Das oberste Geschoss mit der Turmuhr beherbergt den Glockenstuhl mit vier Kirchenglocken. Er ist bedeckt mit einem spitzen Helm. In dem Windfang an der Westfassade öffnet sich ein mit Skulpturen dekoriertes Spitzbogenportal. Das Seitenportal wird flankiert von den Skulpturen der hln. Nikolaus von Myra und Elisabeth von Thüringen. Das Relief über dem Portal ist eine Darstellung des Hl. Georg als Drachentöter. Dem Ochsenauge über dem Portal ist eine Kreuzigungsgruppe vorgestellt.
Der Innenraum des Langhauses ist mit einem spitzbogigen Tonnengewölbe überspannt, der des Chors mit einem Zellengewölbe aus Stahlbeton. Der barockisierende Hochaltar mit farbig gefassten und teilweise vergoldeten Reliefs, zeigt die Himmelfahrt Mariens, begleitet von sechs Engeln. Flankiert wird das Altarbild von jeweils drei Heiligenfiguren. Das Relief in der oberen Zone stellt die Heilige Dreifaltigkeit dar, flankiert von Adam und Eva auf der einen und Maria und Josef auf der anderen Seite. Die Hochreliefs am Kanzelkorb stellen die vier Evangelisten dar. Die Orgelempore ist dekoriert mit 14 farbig gefassten Figuren musizierender Engel.

## Orgel

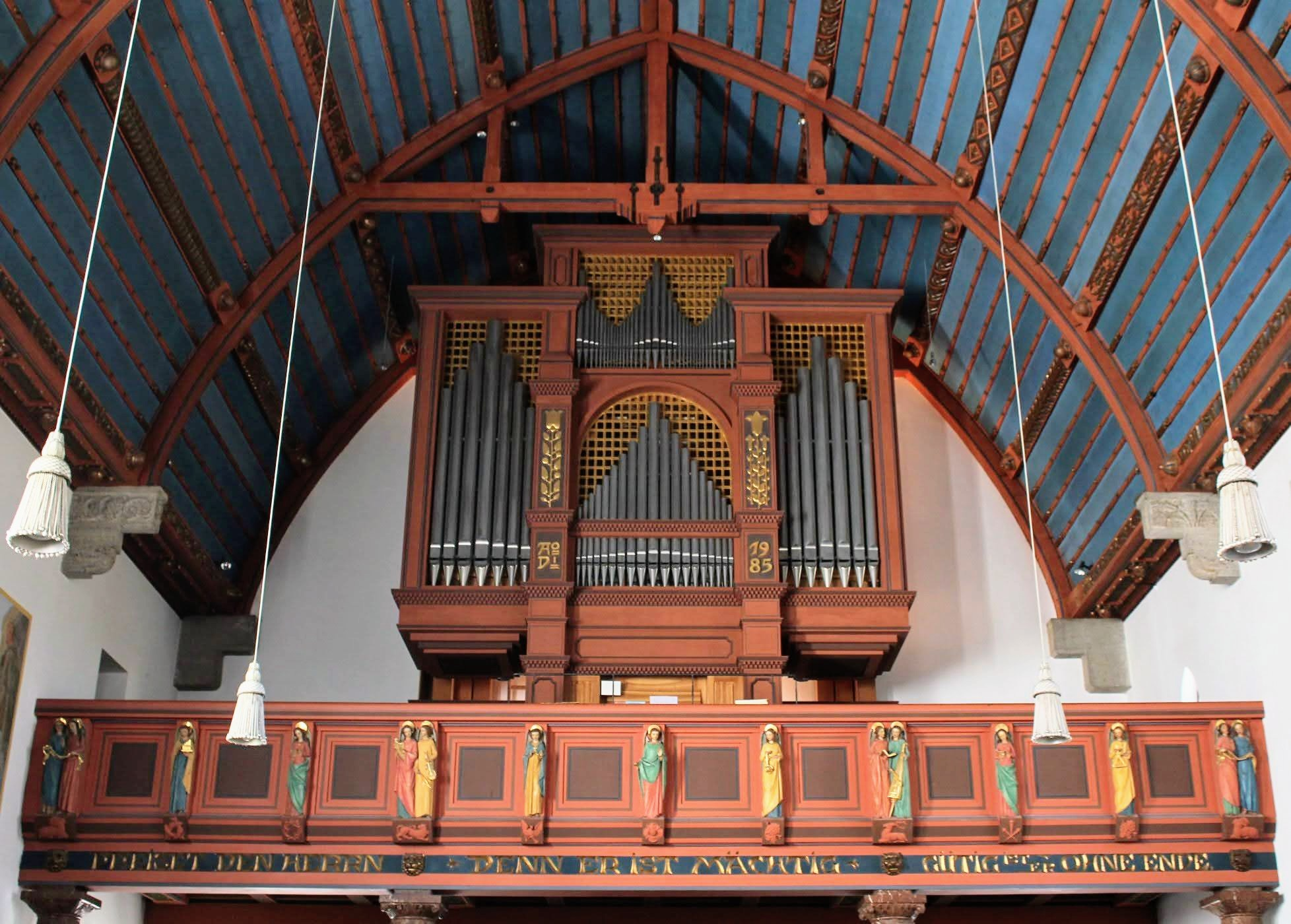
Die Sandtner-Orgel

Die Orgel mit 29 Registern auf zwei Manualen und Pedal mit Schleifladen, mechanischer Spiel- und elektropneumatischer Registertraktur wurde von Orgelbau Sandtner im Jahr 1985 neu gebaut. Die Disposition lautet:
| I Hauptwerk    |       |
| Pommer         | 16′   |
| Principal      | 08′   |
| Holzgedeckt    | 08′   |
| Octave         | 04′   |
| Rohrflöte      | 04′   |
| Sesquialter II |       |
| Octave         | 02′   |
| Mixtur IV–V    | 1 ⁄3′ |
| Trompete       | 08′   |

| II Schwellwerk |        |
| Rohrflöte      | 8′     |
| Salicional     | 8′     |
| Schwebung      | 8′     |
| Principal      | 4′     |
| Traversflöte   | 4′     |
| Nasard         | 2 ⁄3′  |
| Waldflöte      | 2′     |
| Terz           | 1 3⁄5′ |
| Larigot        | 1 ⁄3′  |
| Mixtur IV      | 2′     |
| Kopftrompete   | 8′     |
| Clairon        | 4′     |
| Tremulant      |        |

| Pedal      |       |
| Principal  | 16′   |
| Subbaß     | 16′   |
| Octavbaß   | 08′   |
| Gedeckt    | 08′   |
| Praestant  | 04′   |
| Hintersatz | 2 ⁄3′ |
| Fagott     | 16′   |
| Trompete   | 08′   |

- Koppeln: II/I, I/P, II/P
- Spielhilfen: 6-facher mechanischer Setzer